# Volando al contrario (singolo)
Volando al contrario è un brano musicale del cantautore Giò Sada, estratto con primo singolo dall'omonimo album inediti in uscita il 23 settembre 2016. Il singolo è stato pubblicato il 2 settembre 2016.

## Il brano
Il brano è stato scritto e composto da Giò Sada assieme alla sua gruppo BariSmoothSquad, con la collaborazione di Stefano Milella dei Fabryka/Big Charlie e Matteo Palieri (alias Ganzo), sotto la produzione di Luca Rustici e Luca Chiaravalli. Volando al contrario è un brano dalle venature rock che si avvicina alle sonorità punk rock degli anni novanta.

## Video musicale
Il videoclip che accompagna il singolo è stato diretto da LUX e mostra il cantante che salta e suda eseguendo il brano al centro di una sala contornato dalla sua band, da amici e supporter. 

## Tracce
1. Volando al contrario – 3:40